# Малый Кувай
Малый Кувай — село в Сурском районе Ульяновской области, входит в состав Астрадамовского сельского поселения.

## География
Находится на расстоянии примерно 26 километров по прямой на северо-восток от районного центра поселка Сурское, на речке Кувайка.

## Название
Название «Кувай», вероятно, восходит к мордовскому «кувика ляй» — "долгий, длинный овраг с источником".

## История
С 1780 года село Кувай, при речке Кувае, ясашных крестьян, не знающих своих помещиков крестьян, экономических крестьян в Котяковском уезде Симбирского наместничества.
С 1796 года — в Алатырском уезде Симбирской губернии.
В 1913 году в селе было дворов 341, жителей 1709 и деревянная церковь (разобрана).
В 1990-е годы работало ТОО «Кувайское».

## Население
Население составляло 217 человек в 2002 году (русские 95%), 136 по переписи 2010 года.